# Гайдамацьке
Гайдамацьке (до 2016 — Червоний Яр) — село в Україні, у Солонянській селищній громаді Дніпровського району Дніпропетровської області Населення станом на 2021 рік — 208 мешканців.

## Географія
Село Гайдамацьке знаходиться на березі Балки Катилинової, вздовж якої витягнуто на 4 км, нижче за течією на відстані 3 км розташоване село Маяк. На відстані 1,5 км розташоване село Малинівка.

## Населення

### Мова
Розподіл населення за рідною мовою за даними перепису 2001 року:
| Мова                | Відсоток |
| ------------------- | -------- |
| українська          | 95,9 %   |
| російська           | 3,6 %    |
| інші/не визначилися | 0,5 %    |

## Інтернет-посилання
- Погода в селі Гайдамацькому [Архівовано 20 грудня 2011 у Wayback Machine.]

1. ↑  Рідні мови в об'єднаних територіальних громадах України — Український центр суспільних даних